# Dora Riedel

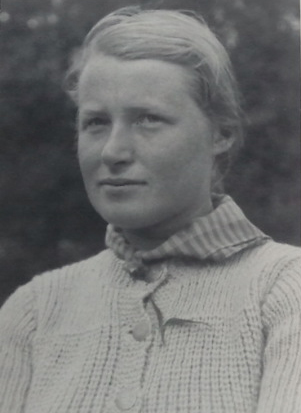
Dora Riedel

Dora Riedel Seinecke (geboren am 11. oder 16. März 1906 in Valdivia; gestorben 1982) war eine chilenische Architektin. Sie studierte an der Universidad de Chile und war 1930 die erste Frau, die in Chile den Architektentitel erhielt. Seit 2017 vergibt die chilenische Architektenvereinigung den Premio Dora Riedel Seinecke für innovative Projekte in der chilenischen Architektur.

## Leben

### Jugend und Ausbildung in Chile
Dora Riedel war die Tochter von Carlos Riedel und Herminia Seinecke Deppe, beide Chilenen deutscher Herkunft. Sie begann ihre Ausbildung an der Deutschen Schule von Valdivia; später zog sie mit ihrer Familie in die Hafenstadt Valparaíso, wo sie Unterricht in Ölmalerei nahm. So entdeckte sie ihre künstlerischen Neigungen und entschied sich für eine Karriere in der Architektur statt für eine mathematische Ausbildung. Ihr Vater erkundigte sich persönlich an der Fakultät für Architektur, ob Frauen dort zugelassen würden. Der Direktor bestätigte ihm, dass jede Frau studieren könne und dass mit Frida Ganther schon eine andere Frau für Architektur eingeschrieben sei. Am 3. April 1922 erhielt Dora die Erlaubnis, vor einer Lehrerkommission des Lyzeums von Valparaíso eine allgemeine Prüfung  abzulegen, die ihre Hochschulreife feststellen sollte. 1925 trat sie in die Fakultät für Architektur der Universität von Chile ein und machte am 9. Dezember 1930 ihren Abschluss als Architektin. An der Universität lernte sie auch Frances Barber kennen, eine deutschstämmige Bolivianerin. Diese beendete ihr Architekturstudium nicht in Chile, sondern zog nach Deutschland.
Noch 1930 nahm Riedel eine Stelle im Ministerium für Bauwesen an, in dem zwischen 1929 und 1934 der österreichische Architekt Karl Heinrich Brunner arbeitete.

### Deutschland und Österreich
1931 zog Dora Riedel nach Deutschland, wo sie in Berlin Frances Barber wieder traf. Sie wechselte dann jedoch an die Fakultät für Architektur der Universität Stuttgart, um dort Innenarchitektur zu studieren. Nach zwei Jahren promovierte sie in diesem Fach. Dort lernte sie den Architekten Anton Hammerle kennen, heiratete ihn 1934 und bekam mit ihm fünf Kinder. Die Familie lebte bis 1938 in München, beschloss dann aber in Hammerles Heimat Tirol zu ziehen, wo Doras Mann in Innsbruck eine Stelle als Baurat erhielt. Gemeinsam mit ihrem Mann entwarf Riedel das Haus der Familie in Innsbruck, das 1947 fertig wurde. Auch die Inneneinrichtung gestaltete sie. Dies sollte das einzige Haus bleiben, dass Riedel geplant und fertiggestellt hat.

### Premio Dora Riedel Seinecke
Aufgrund ihrer Bedeutung als Wegbereiterin für künftige Architektinnen hat der chilenische Architektenverband 2017 den Premio Dora Riedel Seinecke ins Leben gerufen, der innovative Projekte in der chilenischen Architektur auszeichnet und wie folgt definiert ist: "Der Dora-Riedel-Seinecke-Preis wird an die Architektin oder das Architektenteam verliehen, die/das sich im vergangenen Jahr durch eine innovative Arbeit hervorgetan hat und neue Wege in diesem Beruf beschreitet."
Im August 2018 überreichte der CA den Preis zum ersten Mal an die Architektin Paulina Villalobos; an der Preisverleihung nahm auch eine Enkelin von Dora Riedel teil, die eigens aus Österreich angereist war.